# Enzo Scorza
Enzo Scorza, vollständiger Name Enzo Giovani Scorza Clavijo, (* 1. März 1988 in Montevideo oder Rivera) ist ein uruguayischer Fußballspieler.

## Karriere

### Verein
Der 1,66 Meter große Mittelfeld- bzw. Offensivakteur Scorza begann im Alter von sieben Jahren mit dem Fußballspielen in Rivera. Rund fünf Jahre später schloss er sich dem Danubio FC an. Er galt seinerzeit als großes Talent des uruguayischen Fußballs. Bereits in diesem Alter lagen ihm Offerten von den brasilianischen Klubs Grêmio Porto Alegre und CA River Plate aus Argentinien vor. Scorza und seine Familie ließen sich letztlich jedoch von der im uruguayischen Fußball einflussreichen Grupo Casal überzeugen, den bereits unterschriftsreif vorliegenden Vertrag mit dem Verein aus Porto Alegre zugunsten eines Verbleibs in Uruguay auszuschlagen. Er gehörte zu Beginn seiner Karriere von der Apertura 2006 bis in den Februar 2009 dem Kader des in Montevideo beheimateten Erstligisten an. In der Saison 2006/07 gewann sein Klub die uruguayische Meisterschaft. Scorza erzielte für die Montevideaner in der Spielzeit 2008/09 zwei Treffer in der Primera División. Ab Februar 2009 setzte er für sechs Monate seine Laufbahn bei Central Español fort, nachdem er sich geweigert hatte, seinen Vertrag bei Danubio zu verlängern. Nachdem er zunächst bei Monza in der Lega Pro 1 mittrainierte, es aber zu keinem Vertragsabschluss kam, folgten Stationen in Italiens Serie D bei SSD Città di Brindisi und Seregno Calcio. Anschließend trainierte er ab Juni 2011 bei CF Atlante zur Probe und wirkte bei den Mexikanern in diversen Partien der Saisonvorbereitung mit. Sein nächster Arbeitgeber war Inter de Santa Maria in Brasilien. Im Juli 2012 trat er ein Engagement in Peru beim Club Sportivo Cienciano an. In den Jahren 2012 und 2013 absolvierte er insgesamt 33 Spiele in der peruanischen Primera División und traf dabei fünfmal ins gegnerische Tor. Die Peruaner verließ er Ende Januar 2014 und schloss sich Iraklis Saloniki an. In der restlichen Spielzeit 2013/14 wurde er 13-mal (zwei Tore) in der griechischen Liga eingesetzt. Im Juni 2014 kehrte er nach Vertragsende nach Uruguay zurück. Anschließend wurde zunächst über keine weitere Karrierestation berichtet. Im Januar 2017 verpflichtete ihn dann der auf Ibiza beheimatete Club de Fútbol San Rafael. Scorza unterschrieb einen Vertrag bis zum Saisonende. 2018 spielte er in Guatemala, ab 2020 wieder in seiner Heimat. 

### Nationalmannschaft
Scorza nahm an der U-17-Südamerikameisterschaft 2005 in Venezuela teil und gehörte dem Aufgebot der uruguayischen U-17-Nationalmannschaft bei der U-17-Weltmeisterschaft 2005 in Peru an. Dort kam er in den Gruppenspielen gegen die mexikanische, türkische und australische Auswahl zum Einsatz. Ein Tor erzielte er dabei nicht. Am 24. Oktober 2005 wurde er vom seinerzeitigen Nationaltrainer Jorge Fossati für das nachfolgende A-Länderspiel gegen Mexiko nominiert. Später war er Mitglied des Kaders der uruguayischen U-20-Auswahl, der an der U-20-Südamerikameisterschaft 2007 in Paraguay teilnahm.

### Erfolge
- Uruguayischer Meister: 2006/07
- U-17-Vize-Südamerikameister: 2005